# 南砂
南砂（日语：／ Minamisuna */?）是東京都江東區的地名，屬城東地域。
郵遞區號為136-0076。

## 概要
江戶時代起為繁榮的住宅地。江東區六個都市核（行政、商業、文化等的廣域據點）之一，是江東區東部的中心。
町內展現下町、江戶情懷的老街與新興街區混雜。10 - 30層的中高公寓大廈眾多，人口約4萬人，多於一樣進行再開發的豐洲、東雲地區。南砂過去為寶六島與砂町的一部分。

### 地理、公園
位於江東區東部、聯繫龜戶與新木場的明治通中間。東邊的東京地下鐵東西線南砂町站到大手町約10分鐘車程。
鄰近都心綠地眾多，荒川河畔的「荒川砂町水邊公園」吸引民眾來此散步與垂釣。南砂町站東口附近是「南砂三丁目公園」。此外，可釣蝦虎與賞花的仙台堀川公園，是能展現四季變化的親水綠色休閒步道。
「南砂綠道公園」利用了都電的軌道遺跡，春天湧入大量賞花客。

### 區東部的商業中心
南砂吸引了周邊的區內與江戶川區的購物客來訪。
複合商業設施TOPYREC PLAZA有佳世客、DOIT、OSSO（健身中心），ROUND ONE等約40多間店鋪入駐。
南砂町站南側、進行再開發的新砂是南砂町購物中心SUNAMO所在地。SUNAMO是城東地域最大的複合商業設施，包含7間大型店在內共有100間以上的店鋪入駐。
從車站步行到兩座商業設施約5分鐘。
此外，南砂還有宜得利、山田電機、安托華等大型商店，是江東區東部主要的商業地。

### 地域
中心地
TOPYREC PLAZA、區役所南砂出張所、區民館等為中心的地區。2000年TOPYREC PLAZA完工以後，周邊開始建造高層公寓。主要設施有區役所出張所、區民館、區立圖書館的中央館「江東圖書館」，人潮眾多。
南砂町站周邊
車站周邊，近年的開發區域之一，發展尚未成熟。2007年為止，站前商店以便利商店與餐飲店為主，店數逐漸增加。
隨著車站東部的再開發，醫院、高層公寓等開始動工。巴士站、計程車乘車處位在東口。
再開發地域
車站東部，有大規模高層住宅、部分企業、醫療中心。2008年10月SUNAMO完工。
西部與北部
住宅街為主，無超大型商業設施。北部有南砂最高的建築物「SKY CITY南砂」，仙台堀川公園等綠地眾多。西部最近的車站是東陽町站。

### 公寓大樓
- 代表的公寓大樓
  - 南砂町Green Heights（南砂町グリーンハイツ）
  - Grand Esta（グランエスタ，東西線沿線最大規模）
  - New Rise City Tokyo Bay Highrise（ニューライズシティー・東京ベイハイライズ）
  - Crest Forme Tokyo Avancer（クレストフォルム東京アヴァンセ）
  - フェイシィア南砂町
  - SKY CITY南砂（スカイシティー南砂，南砂最高樓。1989年（平成元年），日本第一次高層公寓火災，出動消防直升機。）
  - Pacific Residence南砂町（パシフィックレジデンス南砂町）
  - M-Stage Westia（M-Stage・ウエスティア）
  - M-Stage Eastia（M-Stage・イースティア）
  - 南砂住宅

依據江東區2007年底的地權者調査，至2010年（平成22年）為止共新建了約1300戶。

## 歷史
現行的南砂是舊武藏國葛飾郡寶六島一部分，之後為砂村新田全域與永代新田、平井新田大半區域。南砂街區的發展可追溯至江戶初期。

### 地名由來
南砂在江戶時代稱「寶六島」，之後因砂村一族的開拓而稱「砂村」，町制施行後命名「砂町」。編入東京市城東區，為「南砂町」。

### 奈良時代
傳聞749年（天平勝寶元年），藤原鎌足三世孫藤原豐成在當時未開拓之地建立富賀岡八幡宮。但也有說是在江戶時代初期建立。

### 江戶時代

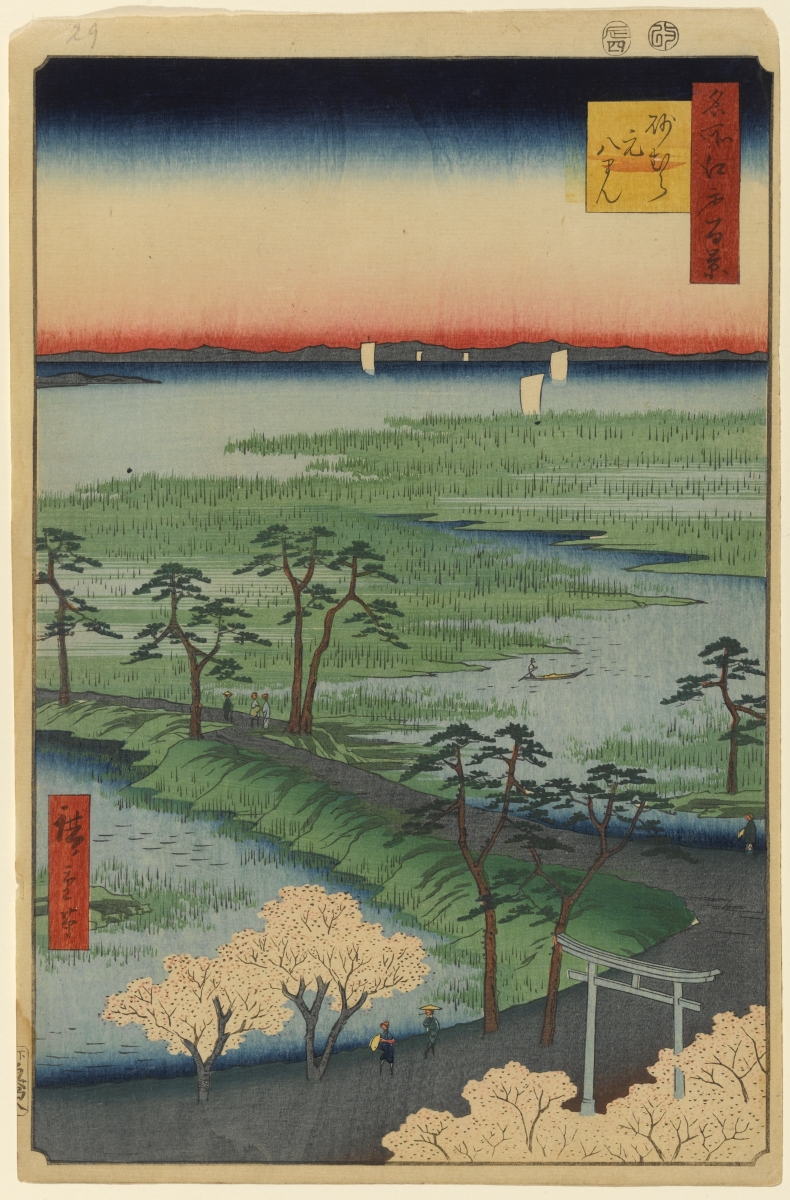
広重『名所江戶百景』「砂村元八幡」（現在的富賀岡八幡宮）。

德川家康開發江戶初期，江東區決大部分是泥灘、沙洲，蘆葦叢等的濕地。南砂稱作「寶六島」。
1657年（明曆3年）發生明曆大火。江戶進行都市改造期間的1659年（萬治2年），相模國三浦郡（神奈川縣）的砂村新左衛門來此開發新田，為砂村新田。大約是現在的南砂一丁目〜七丁目與東砂八丁目。北端為境川（現清洲橋通。別名砂村川），也是與其他新田的邊界。此外，砂村新左衛門還開發橫須賀市久里濱內川新田與橫濱市吉田新田。
1681年（延寶9年），永代島新田與砂町新田被指定為江戶市區的垃圾傾倒場，開始填埋低地地區。砂村新田成為近郊農業地帶，進行砂村葱、茄子、黃瓜、西瓜等的促成栽培。
開發時勸請的八幡社是現在富賀岡八幡宮（南砂七丁目）的前身。但因缺乏淡水，後來移往深川（富岡八幡宮），之後此處稱作「元八幡」。洲崎到此地是一片廣大的沿海濕地，也是風景名勝。元八幡以櫻花樹、松樹聞名。
現在町內的商店街與交番仍保留「元八幡」的地名。除此之外，仙氣稻荷神社因空襲而燒毀，現在三丁目內有神社遺跡的石碑。
南砂曾在『東海道四谷怪談』的「砂村隱亡堀之場」登場。隠亡堀是真實存在的溝渠で，位在境川與橫十間川交會的岩井橋附近，因火葬場而得名。岩井橋則是源自於阿岩小姐（四谷怪談女主角）。

### 明治時代
明治時代，南砂的海苔、牡蠣，金魚的養殖活動興盛。江東區活躍的金魚養殖家初代秋山吉五郎在砂町與浦安市等地進行金魚養殖，培育出朱文金等新品種。1910年（明治43年）的「明治43年大水災」讓富賀岡八幡宮的松樹、櫻花樹全毀。

### 大正、昭和時代
1917年（大正6年）的「大正6年大海嘯」（正確來說是颱風造成的暴潮，不同於海嘯）與1923年（大正12年）的關東大地震，南砂災情慘烈。1924年（大正13年），「砂町海水浴場」開設。這是由地方青年團主辦的海水浴場，1日吸引3萬164人入場。加上当時，洲崎的遊郭與洲崎球場，這一帶成為遊樂地區。城東電氣軌道的路面電車在此地營運到1972年（昭和47年）為止，「砂町海水浴場」營業到1948年（昭和23年）為止。
1930年（昭和5年），記取「明治43年大水災」的教訓所修築的荒川放水路完工，大正時代至昭和時代繼續進行填海工程，為現在的新砂。能代表過去海岸線的事物僅剩下成為圍欄地基的堤防與社區通（海岸堤通）。
之後，此地成為工業區。1929年（昭和4年），越中島支線開設。北砂設置小名木川站。1931年（昭和6年），汽車製造的平岡工場（東京製作所）移至此地。此時，地層下陷的問題逐漸浮出檯面，南砂二丁目從1918年（大正7年）至1980年（昭和55年），共下沉4.57公尺。1945年（昭和20年）3月10日的東京大空襲，本地因工廠聚集而遭到轟炸，損害嚴重。戰後，1949年（昭和24年）凱蒂颱風的暴潮襲擊南砂。
1959年（昭和34年），「首都圏建成區限制工業等的相關法律」（工業等制限法）制定，工廠的設立、擴增受到限制。在地層下陷等公害不斷加重的情況下，企業負擔不斷增加。1965年（昭和40年）左右，工廠開始遷離。
1969年（昭和44年），帝都高速度交通營團（現東京地下鐵）東西線延伸。「南砂町站」開設。從原來沒有都電與巴士等公共交通機關營運的「陸上孤島」搖身一變，工廠舊地陸續改建為團地。汽車製造東京製作所舊址改建為南砂2丁目住宅。南砂一丁目至六丁目各町也建造都營住宅。

### 平成時代
平成時代，高層公寓大廈開始興建。泡沫景氣期間，SKY CITY南砂湧入大量申請書。1987年（昭和62年），達140倍的申請倍率成為國會的議題之一。
2000年（平成12年），城東地區最大的商業設施TOPYREC PLAZA開幕。2004年（平成16年），清砂大橋開通。「新砂土地區劃整理事業」開始進行，南砂町站南側進行再開發。永代通北側的大規模公寓大廈，南側的醫院與商業設施陸續完工。

### 沿革、年表
- 1878年（明治11年）11月：郡區町村編制法實施，葛飾郡中屬東京府的部分為南葛飾郡。
- 1889年（明治22年）：市制町村制實施，砂村新田、龜高村、又兵衛新田、荻新田、太郎兵衛新田、中田新田、大塚新田、冶兵衛新田、八郎右衛門新田大部分區域與永代新田、平井新田、久左衛門新田、八右衛門新田、南本所出村一部分合併乘自砂村。
- 1921年（大正10年）7月1日：砂村施行町制，為砂町。
- 1932年（昭和7年）：砂町編入東京市，與龜戶町、大島町合併為城東區。舊大字永代、本砂町、平井、四十町合為南砂町一丁目至九丁目，其餘為北砂町一丁目至十丁目。
- 1967年（昭和42年）7月1日：住居表示施行，南砂町一、二、三、五丁目與四、六丁目一部分、深川平井町、深川東陽町一部分進行區劃整理，成立現行的南砂一丁目至七丁目。南砂町六丁目大半與七、八丁目與北砂町八丁目合併為東砂六丁目至八丁目，南砂町四丁目大半與九丁目合併為新砂一丁目至三丁目。

### 史蹟
- 富賀岡八幡宮（749年建立）
- 砂村囃子（江東區無形文化財）
- 舊大石家住宅（江東區有形文化財）
- 新幹線第一號誕生地（舊汽車製造東京製作所跡地）

## 交通

### 鐵道
最近的車站是東京地下鐵東西線南砂町站與東陽町站。
東西線執行相互直通運轉後，東達津田沼站、東葉勝田台站，西至中野站、三鷹站，約10分鐘左右可達日本橋站、大手町站（東京站）。南砂町站在2000年代以後東口附近進行再開發後，利用者逐漸增加。此外，南砂町站不是快速停車站，但有通勤快速停靠が停車し，2008年3月15日起，平日早晨尖峰時刻的7點〜8點半日本橋、大手町方向的快速列車全部統一為通勤快速列車。
東陽町站是全列車停車站。
此外，目前有建造龜戶〜南砂町〜新木場間的LRT新線構想。

### 巴士
都營巴士在此地營運以下路線，主要是前往都營地下鐵新宿線與JR總武線。一部分路線是往江東區西部與荒川對面的江戶川區。
- 都07系統：西大島站、錦糸町站方向/東陽町站、門前仲町方向
- 龜21系統：大島站、龜戶站方向/東陽町站方向
- 龜23系統：西大島站、龜戶站方向/南砂町站、江東高齡者醫療中心方向
- 陽20系統：東陽町站 - 江東高齡者醫療中心 - 東大島站
- 門21系統：東大島站方向/東陽七丁目、東陽町站、門前仲町方向
- 秋26系統：清澄白河站、秋葉原站方向/葛西站方面
- 兩28系統：龜戶站通、兩國站方向/西葛西站、臨海車庫、第六葛西小學校（僅深夜兩班）方向
- 龜29系統：境川、龜戶站方向/西葛西站、渚新城方向
- 錦22系統：東陽町站、錦糸町站方向/西葛西站南、臨海車庫方向（車次少）
- 錦18系統：西大島站、錦糸町站方向/新木場站方向（僅平日）
- 急行05系統：新木場站、日本科學未来館方向/龜戶站通、錦糸町站方向（僅周六、假日）

### 道路
道路主要為棋盤狀，2004年清砂大橋開通後，增加了新的巴士路線。此外也計畫建造通往新木場的東京港臨海道路。

## 設施
商業設施
- TOPYREC PLAZA（複合商業設施）
- 宜得利南砂店
- 山田電機Tech Site江東南砂店
- 大創
- 安托華
- Y'smart
- OK Store南砂店、南砂尾高橋店
- TSUTAYA南砂店
- 仙氣稻荷通商店街
- 元八幡通商店街
- Alkanal南砂

公共機關
- 江東區役所南砂出張所、南砂區民館
- 江東區立江東圖書館（中央館）
- 南砂孩子家庭支援中心
- 南砂雨水調節池
- 城東南部保健相談所

企業
- 江東南砂六郵便局
- 日經統合系統本社
- 三越 通信販售事業本部
- TOPYREC本社
- 新日輕本社
- Rock Paint東京支社

代表公園
- 仙台堀川公園
- 橫十間川親水公園
- 新砂あゆみ公園、のぞみ公園、めぐみ公園
- 砂町荒川水邊公園
- 南砂三丁目公園
- 南砂綠道公園

道路
- 葛西橋通
- 清洲橋通
- 明治通
- 永代通
- 丸八通

醫療、福祉設施
- 南砂町站前診所
- 砂町耳鼻咽喉科
- ベルコモン南砂
- 藤崎醫院

學校
- 東京都立東高等學校
- 江東區立第三砂町中學校
- 江東區立南砂中學校
- 江東區立第二南砂中學校
- 江東區立第二砂町中學校
- 江東區立第三砂町小學校
- 江東區立第四砂町小學校
- 江東區立第五砂町小學校
- 江東區立南砂小學校

其他
- 富賀岡八幡宮
- 財團法人東京計程車中心
- 砂町魚釣場

## 備註
1. ↑  江東区の世帯と人口（住民基本台帳による） 区民部区民課 平成25年8月1日現在[永久]
2. ↑  『江東區のあゆみ』（江東區広報広聴課発行）
3. ↑  遠藤毅.  (PDF).   [2008年7月14日]. （原始内容 (PDF)存档于2005年12月22日）.
4. ↑  宮尾しげを 『東京 昔と今 I』 保育社〈保育社カラーブックス〉，1963年，51頁。
5. ↑  江東區深川江戶資料館.  (PDF).   [2008年7月16日]. （原始内容 (PDF)存档于2011年7月3日）.
6. ↑  浦安市の金魚池跡の史跡表示
7. ↑  .   [2008年7月16日].[永久]
8. ↑  藤田清「砂町誌」（中央自治研究会，1924年）
9. ↑  武田知大，横内憲久，岡田智秀，寶泉立夫，松本真奈美.  (PDF).   [2008年7月14日].[永久]
10. ↑  .   [2008年7月14日]. （原始内容存档于2009年4月30日）.
11. ↑  遠藤毅.  (PDF).   [2008年7月15日].[永久]
12. ↑  .   [2008年7月20日]. （原始内容存档于2016年3月4日）.
13. ↑  .   [2008年7月18日]. （原始内容存档于2007年8月24日）.

## 外部連結
- 江東區官方網站（页面存档备份，存于）